# جون كريستوفرسن
جون كريستوفرسن (بالدنماركية: Knud Christophersen)‏ هو لاعب كرة يد ولاعب كرة قدم دنماركي، ولد في 15 نوفمبر 1905 في كوبنهاغن في الدنمارك، وتوفي في 8 مارس 1975. شارك مع منتخب الدنمارك لكرة القدم. أما مع النوادي، فقد لعب مع بولدكلوبن فرم.

## وصلات خارجية
- جون كريستوفرسن على موقع قاعدة بيانات كرة القدم.إي يو (الإنجليزية)